# 金石駅
金石駅（かないわえき）は、石川県金沢市金石西3丁目に存在した北陸鉄道金石線の駅である。1971年（昭和46年）に廃駅となった。

## 概要
古くから港町として発展し、路線名の由来ともなった金石地区に位置している。

## 歴史
- 1898年（明治31年）2月5日：金石馬車鉄道の駅として開業。
- 1914年（大正3年）8月5日：同年8月11日の電化を前にした金石電気鉄道への改称により同社の駅となる。
- 1923年（大正12年）8月22日：当駅 - 大野港駅間開業により途中駅となる。
- 1943年（昭和18年）10月13日：合併により北陸鉄道の駅となる。
- 1971年（昭和46年）9月1日：金石線全線廃止により廃駅。

## 駅構造
曲線上に相対式ホーム2面2線が造られ、離れた位置に木造駅舎があった。

## 廃止後
廃止から3か月後の1971年（昭和46年）12月16日に金石バスターミナルが新設され、待合所や売店、バス待機所、乗務員の休憩所が置かれている。2013年（平成25年）10月31日にバスターミナルの建て替え工事が完了した。

## 隣の駅
北陸鉄道
金石線
寺中駅 - 金石駅 - 三善製紙前駅